# Шурове леме
Шурове леме у теорији група су назив за две теореме везане за скупове иредуцибилних оператора који су основе теорије иредуцибилних репрезентација како група, тако и репрезентација других објеката у апстрактној алгебри. Теореме су добиле назив по Фридриху Шуру који их је формулисао и доказао 1905. године.

## Прва Шурова лема
Теорема: Ако нека матрица М из  комутира са свим матрицама неке иредуцибилне репрезентације  у простору , она је скаларна матрица, тј. М = a I, где је а скалар, а I јединична матрица.
Доказ: Матрица М има бар један својствени вектор и одговарајућу својствену вредност, а одговајући својствени простор је најмање једнодимензионалан. Из става да ако неки оператор комутира са другим, онда су његови својствени потпростори инваријантни под деловањем оног другог оператора, следи да је својствени потпростор матрице М инваријантан на деловање свих оператора дате репрезентације . На крају, како је та репрезентација иредуцибилна, то потпростор матрице М мора бити тривијални потпростор, што је аналогно са тврђењем да је М скаларна матрица.

## Друга Шурова лема
Теорема: Ако за две нееквивалентне иредуцибилне репрезентације коначне групе  G:  и  важи:  = , где су иредуцибилне репрезентације представљене у матричној форми, онда да би тврђење важило за свако g из G, матрица М мора бити нулта матрица типа |μ| × |ν|.